# میکویان-گورویچ میگ-۳
میکویان-گورویچ میگ-۳ (به روسی: Микоян и Гуревич МиГ-3) یک هواگرد جنگنده تک‌باله تک‌موتوره دوره جنگ جهانی دوم ساخت شرکت میکویان-گورویچ در شوروی بود.

## تاریخچه
ساختار اساسی این هواگرد همان میگ-۱ بود. میگ-۳ مشکلاتی که در هدایت و کنترل میگ-۱ وجود داشت را مرتفع کرده بود. عملکرد این نمونه جدید تا حدودی با موفقیت همراه بود، با این وجود بعد از مشخص شدن معایب بسیار پس از آزمایشهای پروازی میگ-۱، میکویان و گورویچ تغییرات بسیاری را بررسی و اعمال کردند. بارزترین این تغییرات عبارت بودند از دو برابر کردن لایه‌های سطحی خارجی بالها به منظور افزایش استحکام بالها، کشیده تر کردن دماغه هواگرد و جابجایی موتور و در نتیجه انتقال مرکز ثقل به قسمت‌های جلویی. این تغییرات به سرعت در خطوط تولیدی میگ-۱اجرا شد، و تا مارس ۱۹۴۱، روزانه ۱۰ فروند از این هواگرد تولید و روانه پایگاه‌های هوایی می‌شد. این تولیدات مدت زیادی درون آشیانه‌ها باقی نماندند، قبل از آغاز مخاصمه رسمی میان آلمان و شوروی چندین درگیری هوایی میان این جنگنده با هواگرد شناسایی یونکرس یو ۸۶ آلمان حادث شد. در زمان آغاز عملیات بارباروسا، بیش از ۱۲۰۰ فروند از این نوع هواگرد در شوروی تولید شده بود.
میگ-۱ اساساً برای پرواز در ارتفاع بالا طراحی شده بود و این دقیقاً نقطه قوت جنگنده‌های جدید میگ-۳ بود. زمان برای یک چرخش دایره‌ای کامل از ۵/۲۶ ثانیه به ۲۳ ثانیه بهبود یافت. با این وجود اکثر درگیریها میان نیروهای آلمان و شوروی در ارتفاع بسیار پایین اتفاق می‌افتاد، جاییکه این جنگنده‌ها کارایی اصلی خویش را به نمایش نمی‌گذاشتند. تلاشهای بسیاری برای تبدیل این هواگرد به یک هواگرد جنگنده کوتاه پرواز صورت گرفت اما پس از مدتی به‌طور کامل از چرخه تولید خارج گردید. پاشنه آشیل میگ-۳ موتور AM-۳۵ آن بود بنابراین میکولین تمام توجه خود را بر روی تولید موتور AM-۳۸ برای هواگرد ایلوشین-۲ اشتورمویک متمرکز کرد. تلاشهایی هم برای جایگزینی موتور آن با AM-۳۷ صورت گرفت. این موتور قرار بود برای میگ-۷ استفاده شود اما این موتور از دور خارج شده کل پروژه را از حرکت واداشت. از بهار ۱۹۴۲ به بعد، هواگرد میگ-۳ تولیدی از خطوط مقدم رزم به اسکادران دفاع هوایی منتقل شدند و تا پایان جنگ همچنان بعضی از این مدلها به انجام وظیفه خود ادامه می‌دادند.
یکی از راه حلهای نهایی برای نجات این جنگنده مجهز کردن آن به موتور رادیال Ash-۸۲ بود، که به‌طور مشابه در تبدیل هواگرد لاگگ-۳ به لا-۵ مشارکت داشت. I-۲۱۰ و I-۲۱۱ نمونه‌های نخستینی بودند که انتخاب شدند، و آنقدر خوب از آب درآمدند که از آنها در میگ- ۹ استفاده شد. با این وجود، La-۵ در حال تولید بود و I-۲۱۱ حرفی برای گفتن در نیروی هوایی نداشت.
در طی سالهای جنگ، میکویان و گورویچ به توسعه میگ-۳ در زمینه استفاده در ارتفاع بلند، که در واقع از ابتدا هم برای استفاده به این منظور تولید شده بود، ادامه دادند و این تلاش‌ها منجر به ساخت سری بسیار بزرگ‌تر و قدرتمندتر I-۲۲۰ تا I-۲۲۵ شد. اما جنگهای هوایی که در آسمان آلمانها اتفاق می‌افتاد گویای این حقیقت بود که دوره طلایی استفاده از موتورهای پیستونی در هواگرد در حال افول بود و دیگر سفارشی برای ساخت دریافت نمی‌شد. بعضی منابع هم طرح میگ-۷ را با یکی از این هواگرد در هم می‌آمیختند.
دو نمونه آخر یعنی I-۲۳۰ و I-۲۳۱ به نمونه اصلی میگ-۳ شباهت زیادی داشتند و موتور آنها به نحو چشمگیری سبکتر بود، اما این مدلها تحویل واحدهای دوم جبهه‌ها شدند و چندان هم مورد استقبال نیروی هوایی قرار نگرفتند.

## کشورهای بکار گیرنده
اتحاد جماهیر شوروی

## مشخصات میگ-۳

### مشخصات عمومی
- خدمه: ۱ نفر
- طول: ۸٫۲۵ متر
- طول بال: ۱۰٫۲۰ متر
- ارتفاع: ۱۷٫۵ متر مربع
- وزن خالی: ۲٬۶۹۹ کیلوگرم
- وزن بازگذاری‌شده: ۳٬۳۵۰ کیلوگرم
- حداکثر وزن هنگام برخاستن: ۳٬۴۹۰ کیلوگرم
- نیرومحرکه: ۱ x موتور و۱ی۱۲ میکولین ای‌ام-۳۵ای خنک‌شونده با مایع: ۱٬۳۵۰ اسب بخار (۱٬۰۰۷ کیلووات )

### مشخصات فنی
- حداکثر سرعت :۶۴۰ کیلومتر بر ساعت
- برد: ۱٬۲۵۰ کیلومتر
- سقف پروازی: ۱۲٬۰۰۰ متر
- سرعت صعود: ۱۴٫۷ متر بر ثانیه
- بار بر بال‌ها :۱۹۱ کیلوگرم بر متر مربع
- قدرت/جرم: ۰٫۳۰ کیلووات بر کیلوگرم

## جنگ‌افزار
- ۱ × مسلسل ۱۲٫۷ میلی‌متری یوبی‌کا
- ۲ × مسلسل ۷٫۶ میلی‌متری شکاس
- ۲ x بمب ۱۰۰ کیلوگرمی یا ۶ x راکت ۸۲ میلی‌متری آراس-۸۲